# 1 svéd koronás bankjegy

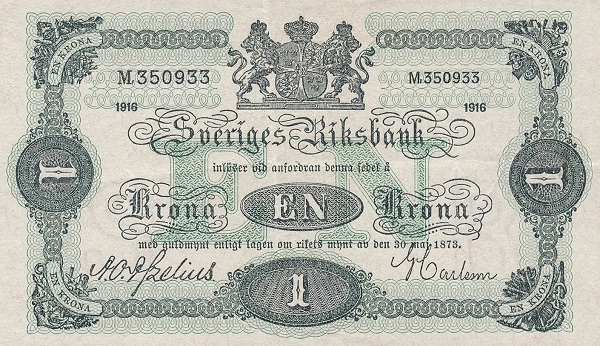
1916-os kibocsátású svéd 1 koronás bankjegy előoldala.

A svéd koronát 1873-ban vezették be a skandináv monetáris unió részeként. Svédországban a riksdaler riksmynt -et váltotta fel 1 : 1 arányban. Az 1 koronás bankjegy először 1874-ben került forgalomba, a dizájn megegyezett az 1869-1873 között kibocsátott 1 riksdaler riksmynt címletével, mérete 134  x 73 mm volt. 1875 után már nem nyomtatták. 1914-től kezdődően 1940-ig a Sveriges Riksbank ismét bocsátott ki 1 koronást, kisebb, 120 x 70 mm-es méretben. 1914 és 1921 között rendszeresen, ellenben az 1924, 1938, 1939, 1940 szériák csak nagyon kis mennyiségben kerültek forgalomba.

## Dizájn
A díszes, finoman kidolgozott, dekoratív keretben három guilloche-ban számmal, egy negyedikben betűvel kiírt értékjelzés látható.
A fő motívum a Svéd Királyság hermelinpalást nélkül ábrázolt nagycímere, pajzstartó oroszlánokkal. A főbb feliratok gót betűtípussal készültek. Vízjel: 1874-1875: hullámvonalak, 1914-1940: "S" és "R" betűk, a Sveriges Riksbank monogramja. 
A hátoldalon az előoldali nyomat mintázatának átütése volt látható. A bankjegy Tumba Bruk pénzjegynyomdában készült. A típusnak egy-egy adott évszám változaton belül több aláírás változata létezik.

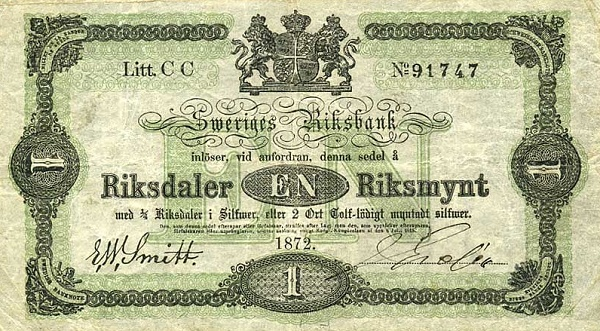
1 svéd riksdaler riksmynt bankjegy, 1872-es kibocsátás előoldala. A dizájn nagyjából megegyezett a későbbi 1 koronáséval.
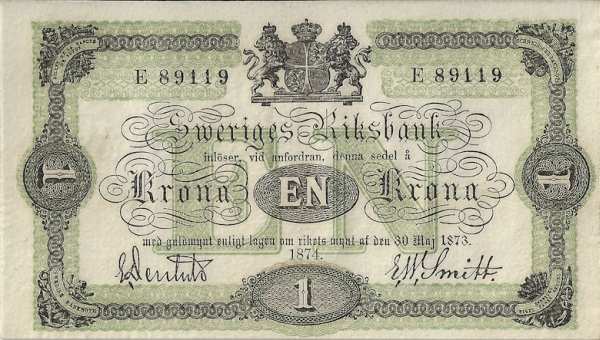
1 svéd koronás bankjegy, 1874-es kibocsátás. Mérete: 134 x 73 mm.
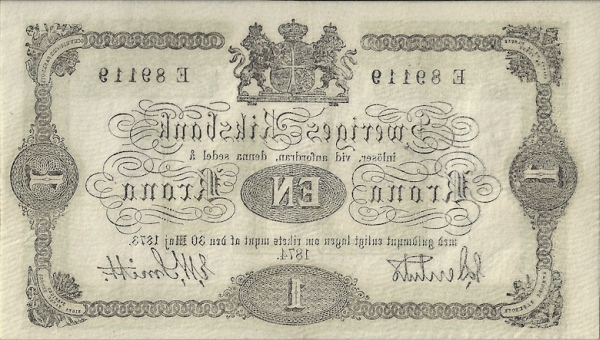
1 svéd koronás bankjegy, 1874-es kibocsátás hátoldala.
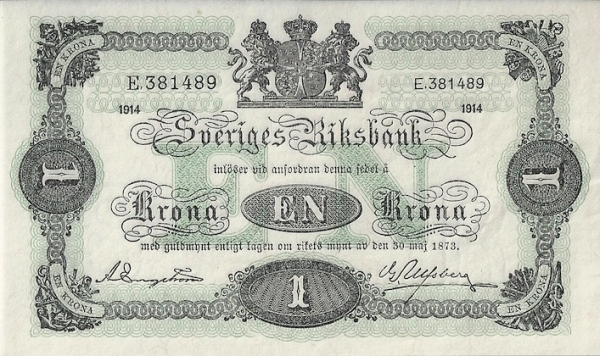
1 svéd koronás bankjegy, 1914-es kibocsátás. Mérete: 120 x 70 mm.
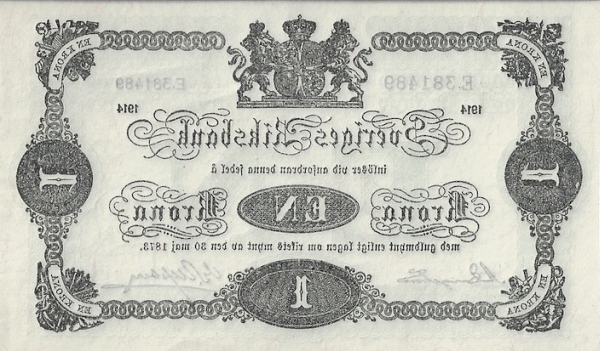
1 svéd koronás bankjegy, 1914-es kibocsátás hátoldala.